# Mistrovství světa v házené mužů 1995
14. mistrovství světa  v házené proběhlo ve dnech 8. – 21. května na Islandu.
Mistrovství se zúčastnilo poprvé 24 mužstev, rozdělených do čtyř šestičlenných skupin. První čtyři týmy postoupily do play off, kde se hrálo o medaile, mužstva na pátém a šestém místě z turnaje vypadla. Mistrem světa se stal tým Francie.

## Výsledky a tabulky

### Základní skupiny

#### Skupina A
|    |             | SUI   | KOR   | ISL   | TUN   | HUN   | USA   | V | R | P | Skóre   | B |
| 1. | Švýcarsko   | –     | 25:22 | 24:21 | 26:22 | 30:23 | 28:15 | 5 | 0 | 0 | 133:103 | 8 |
| 2. | Jižní Korea | 22:25 | –     | 26:23 | 33:18 | 29:26 | 30:20 | 4 | 0 | 1 | 140:112 | 8 |
| 3. | Island      | 21:24 | 23:26 | –     | 25:21 | 23:20 | 27:16 | 3 | 0 | 2 | 119:107 | 6 |
| 4. | Tunisko     | 22:26 | 18:33 | 21:25 | –     | 25:24 | 24:17 | 2 | 0 | 3 | 110:125 | 4 |
| 5. | Maďarsko    | 23:30 | 26:29 | 20:23 | 24:25 | –     | 26:14 | 1 | 0 | 4 | 119:121 | 2 |
| 6. | USA         | 18:25 | 20:30 | 16:27 | 17:24 | 14:26 | –     | 0 | 0 | 5 | 82:135  | 0 |

 Švýcarsko –  Tunisko 17:15 (15:10)
7. května 1995 (15:00) – Reykjavík
 Jižní Korea –  Maďarsko 29:26 (14:11)
7. května 1995 (17:00) – Reykjavík
 Island –  USA 27:16 (13:11)
7. května 1995 (20:00) – Reykjavík
  Maďarsko –  USA 26:14 (13:7)
9. května 1995 (15:00) – Reykjavík
 Švýcarsko –  Jižní Korea 25:22 (10:6)
9. května 1995 (17:00) – Reykjavík
 Island –  Tunisko 25:21 (13:7)
9. května 1995 (20:00) – Reykjavík
 Švýcarsko –  USA 28:15 (12:7)
10. května 1995 (15:00) – Reykjavík
 Jižní Korea –  Tunisko 33:18 (16:7)
10. května 1995 (17:00) – Reykjavík
 Island –  Maďarsko 23:20 (11:9)
10. května 1995 (20:00) – Reykjavík
 Švýcarsko –  Maďarsko 30:23 (15:10)
12. května 1995 (15:00) – Reykjavík
 Jižní Korea –  Island 26:23 (12:10)
12. května 1995 (17:00) – Reykjavík
 Tunisko –  USA 24:17 (12:9)
12. května 1995 (20:00) – Reykjavík
 Švýcarsko –  Island 24:21 (11:10)
13. května 1995 (16:00) – Reykjavík
 Tunisko –  Maďarsko 25:24 (12:15)
14. května 1995 (13:00) – Reykjavík
 Jižní Korea –  USA 30:20 (14:7)
14. května 1995 (13:00) – Kópavogur

#### Skupina B
|    |            | CRO   | RUS   | CZE   | CUB   | SLO   | MAR   | V | R | P | Skóre   | B |
| 1. | Chorvatsko | –     | 25:20 | 25:27 | 31:27 | 26:24 | 33:21 | 4 | 0 | 1 | 139:119 | 8 |
| 2. | Rusko      | 20:25 | –     | 24:16 | 21:17 | 27:22 | 22:15 | 4 | 0 | 1 | 112:97  | 8 |
| 3. | Česko      | 27:25 | 16:24 | –     | 29:26 | 23:22 | 25:16 | 4 | 0 | 1 | 121:111 | 8 |
| 4. | Kuba       | 27:31 | 17:21 | 26:29 | –     | 34:26 | 32:25 | 2 | 0 | 3 | 136:132 | 4 |
| 5. | Slovinsko  | 24:26 | 22:27 | 22:23 | 26:34 | –     | 37:16 | 1 | 0 | 4 | 131:126 | 2 |
| 6. | Maroko     | 21:33 | 15:22 | 16:25 | 25:32 | 16:37 | –     | 0 | 0 | 5 | 93:145  | 0 |

 Rusko –  Kuba 21:17 (10:9)
8. května 1995 (15:00) – Hafnarfjörður
 Česko –  Maroko 25:16 (12:8)
8. května 1995 (17:00) – Hafnarfjörður
 Chorvatsko –  Slovinsko 26:24 (13:9)
8. května 1995 (20:00) – Hafnarfjörður
 Česko –  Kuba 29:26 (16:12)
9. května 1995 (15:00) – Hafnarfjörður
 Rusko –  Slovinsko 27:22 (13:12)
9. května 1995 (17:00) – Hafnarfjörður
 Chorvatsko –  Maroko 33:21 (15:8)
9. května 1995 (20:00) – Hafnarfjörður
 Kuba –  Slovinsko 34:26 (17:16)
11. května 1995 (15:00) – Hafnarfjörður
 Česko –  Chorvatsko 27:25 (12:13)
11. května 1995 (17:00) – Hafnarfjörður
 Rusko –  Maroko 22:15 (12:5)
11. května 1995 (20:00) – Hafnarfjörður
 Česko –  Slovinsko 23:22 (11:12)
12. května 1995 (15:00) – Hafnarfjörður
 Chorvatsko –  Rusko 25:20 (14:9)
12. května 1995 (17:00) – Hafnarfjörður
 Kuba –  Maroko 32:25 (13:8)
12. května 1995 (20:00) – Hafnarfjörður
 Slovinsko –  Maroko 37:16 (18:9)
14. května 1995 (15:00) – Hafnarfjörður
 Chorvatsko –  Kuba 31:27 (13:16)
14. května 1995 (17:00) – Hafnarfjörður
 Rusko –  Česko 21:17 (11:9)
14. května 1995 (19:00) – Hafnarfjörður

#### Skupina C
|    |          | GER   | ROM   | FRA   | ALG   | DEN   | JPN   | V | R | P | Skóre   | B  |
| 1. | Německo  | –     | 27:19 | 23:22 | 24:15 | 24:18 | 30:19 | 5 | 0 | 0 | 123:93  | 10 |
| 2. | Rumunsko | 19:27 | –     | 23:22 | 24:22 | 24:28 | 31:22 | 3 | 0 | 2 | 121:121 | 6  |
| 3. | Francie  | 22:23 | 22:23 | –     | 23:21 | 22:21 | 33:20 | 3 | 0 | 2 | 122:108 | 6  |
| 4. | Alžírsko | 15:24 | 22:24 | 21:23 | –     | 25:24 | 20:18 | 2 | 0 | 3 | 103:113 | 4  |
| 5. | Dánsko   | 18:24 | 28:24 | 21:22 | 24:25 | –     | 35:22 | 2 | 0 | 3 | 126:117 | 4  |
| 6. | Japonsko | 19:30 | 22:31 | 20:33 | 18:20 | 22:35 | –     | 0 | 0 | 5 | 101:149 | 0  |

 Francie –  Japonsko 33:20 (17:6)
8. května 1995 (15:00) – Kópavogur
 Německo –  Rumunsko 27:19 (11:11)
8. května 1995 (17:00) – Kópavogur
 Alžírsko –  Dánsko 25:24 (16:9
8. května 1995 (20:00) – Kópavogur
 Francie –  Alžírsko 23:21 (12:9
10. května 1995 (15:00) – Kópavogur
 Německo –  Japonsko 30:19 (15:9)
10. května 1995 (17:00) – Kópavogur
 Dánsko –  Rumunsko 28:24(14:13)
10. května 1995 (20:00) – Kópavogur
 Alžírsko –  Japonsko 20:18 (9:7)
11. května 1995 (15:00) – Kópavogur
 Německo –  Dánsko 24:18 (11:9)
11. května 1995 (17:00) – Kópavogur
 Rumunsko –  Francie 23:22 (13:11)
11. května 1995 (20:00) – Kópavogur
 Německo –  Alžírsko 24:15 (10:8)
13. května 1995 (14:00) – Reykjavík
 Francie –  Dánsko 22:21 (11:9)
13. května 1995 (16:00) – Kópavogur
 Rumunsko –  Japonsko 31:22 (13:11)
13. května 1995 (14:00) – Kópavogur
 Dánsko –  Japonsko 35:22 (15:9)
14. května 1995 (15:00) – Kópavogur
 Německo –  Francie 23:22 (11:11)
14. května 1995 (17:00) – Kópavogur
 Rumunsko –  Alžírsko 24:22 (10:7)
14. května 1995 (20:00) – Kópavogur

#### Skupina D
|    |           | SWE   | ESP   | EGY   | BLR   | KUV   | BRA   | V | R | P | Skóre   | B  |
| 1. | Švédsko   | –     | 23:21 | 33:22 | 29:28 | 37:22 | 29:21 | 5 | 0 | 0 | 151:114 | 10 |
| 2. | Španělsko | 21:23 | –     | 27:20 | 30:27 | 24:21 | 21:13 | 4 | 0 | 1 | 123:104 | 8  |
| 3. | Egypt     | 22:33 | 20:27 | –     | 27:26 | 10:0k | 32:20 | 3 | 0 | 2 | 111:106 | 6  |
| 4. | Bělorusko | 28:29 | 27:30 | 26:27 | –     | 39:18 | 34:21 | 2 | 0 | 3 | 154:125 | 4  |
| 5. | Kuvajt    | 22:37 | 21:24 | 0:10k | 18:39 | –     | 24:21 | 1 | 0 | 4 | 85:131  | 2  |
| 6. | Brazílie  | 21:29 | 13:21 | 20:32 | 18:39 | 21:24 | –     | 0 | 0 | 5 | 96:140  | 0  |

 Španělsko –  Kuvajt 24:21 (9:9)
8. května 1995 (15:00) – Akureyri
 Švédsko –  Bělorusko 29:28 (15:9)
8. května 1995 (17:00) – Akureyri
 Egypt –  Brazílie 32:20 (19:10)
8. května 1995 (20:00) – Akureyri
 Španělsko –  Bělorusko 30:27 (12:13)
9. května 1995 (15:00) – Akureyri
 Švédsko –  Brazílie 29:21 (15:9
9. května 1995 (17:00) – Akureyri
 Egypt –  Kuvajt 10:0 kontumačně
9. května 1995 (20:00) – Akureyri
 Bělorusko –  Brazílie 34:21 (15:7
11. května 1995 (15:00) – Akureyri
 Švédsko –  Kuvajt 37:22 (19:12)
11. května 1995 (17:00) – Akureyri
 Španělsko –  Egypt 27:20 (13:10)
11. května 1995 (20:00) – Akureyri
 Bělorusko –  Kuvajt 39:18 (23:11)
12. května 1995 (15:00) – Akureyri
 Švédsko –  Egypt 33:22 (16:12)
12. května 1995 (17:00) – Akureyri
 Španělsko –  Brazílie 21:13 (9:3)
12. května 1995 (20:00) – Akureyri
 Kuvajt –  Brazílie 24:21 (9:6)
14. května 1995 (15:00) – Akureyri
 Švédsko –  Španělsko 23:21 (14:10)
14. května 1995 (17:00) – Akureyri
 Egypt –  Bělorusko 27:26 (14:10)
14. května 1995 (20:00) – Akureyri

### Play off

#### Osmifinále
Chorvatsko –  Tunisko 	29:28 7mh	(18:18, 25:25)
16. května 1995 (15:00) – Kópavogur
 Česko –  Jižní Korea 26:25pp (23:23, 9:8)
16. května 1995 (15:00) – Reykjavík
 Švýcarsko –  Kuba 	27:26	(16:9)	
16. května 1995 (17:00) – Reykjavík
 Francie –  Španělsko 23:20 (12:9)
16. května 1995 (17:00) – Akureyri
 Německo –  Bělorusko 33:26 (15:13)
16. května 1995 (17:00) – Kópavogur
 Rusko –  Island	25:12	(11:8)
16. května 1995 (20:00) – Reykjavík
 Egypt –  Rumunsko 	31:26	(13:14)
16. května 1995 (20:00) – Kópavogur
 Švédsko –  Alžírsko 28:22	(16:12) 
16. května 1995 (20:00) – Akureyri

#### Čtvrtfinále
Francie –  Švýcarsko 28:18 (15:7)
17. května 1995 (15:00) – Reykjavík
 Německo –  Rusko	20:17	(12:7)
17. května 1995 (17:15) – Reykjavík
 Chorvatsko –  Egypt 30:16	(13:8)
17. května 1995 (17:15) – Hafnarfjörður
 Švédsko –  Česko	21:17 (9:9)
17. května 1995 (20:00) – Akureyri

#### Semifinále
Francie –  Německo 	22:20	(11:8)
19. května 1995 (18:00) – Reykjavík
 Chorvatsko –  Švédsko 28:25 (16:7)
19. května 1995 (20:00) – Reykjavík

#### Finále
Francie –  Chorvatsko 23:19 (11:6)
21. května 1995 (15:00) – Reykjavík

#### O 3. místo
Švédsko –  Německo 26:20 	(11:9) 
21. května 1995 (12:30) – Reykjavík

#### O 5. – 8. místo
Egypt –  Česko 25:21	(10:7)
19. května 1995 (13:00) – Reykjavík
 Rusko –  Švýcarsko 25:23	(11:8)
19. května 1995 (15:00) – Reykjavík

#### O 5. místo
Rusko –  Egypt 	31:28pp	(24:24, 13:13)
20. května 1995 (15:00) – Reykjavík

#### O 7. místo
Švýcarsko –  Česko 23:21	(10:9)
20. května 1995 (17:00) – Reykjavík

#### O 9. – 16. místo
Španělsko –  Kuba 	32:29	(16:18)
17. května 1995 (15:00) – Hafnarfjörður
 Jižní Korea –  Alžírsko	33:21	(16:13)
17. května 1995 (17:15) – Akureyri
 Bělorusko –  Island 28:23	(15:15)
17. května 1995 (20:00) – Reykjavík
 Rumunsko –  Tunisko 33:25 (17:13)
17. května 1995 (20:00) – Hafnarfjörður

#### O 9. – 12. místo
Bělorusko –  Španělsko 	35:34pp	(30:30, 13:15)
19. května 1995 (13:00) – Hafnarfjörður
 Rumunsko –  Jižní Korea 34:29	(15:14)
19. května 1995 (15:00) – Hafnarfjörður

#### O 9. místo
Bělorusko –  Rumunsko 	35:32	(16:17)
20. května 1995 (17:00) – Hafnarfjörður

#### O 11. místo
Španělsko –  Jižní Korea	27:22	(17:12)	
20. května 1995 (15:00) – Hafnarfjörður

## Statistiky

### Nejlepší střelci
| Poř. | Nejlepší střelci   | Branky |
| ---- | ------------------ | ------ |
| 1.   | Yoon Kyung-shin    | 86     |
| 2.   | Dmitrij Filipov    | 69     |
| 3.   | Michail Jekimovič  | 57     |
| 4.   | Marc Baumgartner   | 56     |
| 5.   | Erik Hajas         | 54     |
| 6.   | Carlos Pérez       | 49     |
| 7.   | Stéphane Stoecklin | 48     |
| 8.   | Irfan Smajlagič    | 47     |
| 9.   | Sameh Abd Elwareth | 46     |
| 10.  | Andrej Paračenko   | 45     |

### Konečné pořadí
| 14.              | Mistrovství světa 1995 | Z | V | R | P | Skóre   | B  |
| ---------------- | ---------------------- | - | - | - | - | ------- | -- |
| Zlatá medaile    | Francie                | 9 | 7 | 0 | 2 | 218:185 | 14 |
| Stříbrná medaile | Chorvatsko             | 9 | 7 | 0 | 2 | 246:211 | 14 |
| Bronzová medaile | Švédsko                | 9 | 8 | 0 | 1 | 251:201 | 16 |
| 4.               | Německo                | 9 | 7 | 0 | 2 | 221:184 | 14 |
| 5.               | Rusko                  | 9 | 7 | 0 | 2 | 210:179 | 14 |
| 6.               | Egypt                  | 9 | 5 | 0 | 4 | 211:214 | 10 |
| 7.               | Švýcarsko              | 9 | 7 | 0 | 2 | 224:203 | 14 |
| 8.               | Česko                  | 9 | 5 | 0 | 4 | 206:205 | 10 |
| 9.               | Bělorusko              | 9 | 5 | 0 | 4 | 278:247 | 10 |
| 10.              | Rumunsko               | 9 | 5 | 0 | 4 | 246:241 | 10 |
| 11.              | Španělsko              | 9 | 6 | 0 | 3 | 236:213 | 12 |
| 12.              | Jižní Korea            | 9 | 5 | 0 | 4 | 249:220 | 10 |
| 13.              | Kuba                   | 7 | 2 | 0 | 5 | 191:191 | 4  |
| 14.              | Island                 | 7 | 3 | 0 | 4 | 154:160 | 6  |
| 15.              | Tunisko                | 7 | 2 | 0 | 5 | 163:187 | 4  |
| 16.              | Alžírsko               | 7 | 2 | 0 | 5 | 146:174 | 4  |
| 17.              | Maďarsko               | 5 | 1 | 0 | 4 | 119:121 | 2  |
| 18.              | Slovinsko              | 5 | 1 | 0 | 4 | 131:126 | 2  |
| 19.              | Dánsko                 | 5 | 2 | 0 | 3 | 126:117 | 4  |
| 20.              | Kuvajt                 | 5 | 1 | 0 | 4 | 85:131  | 2  |
| 21.              | USA                    | 5 | 0 | 0 | 5 | 82:135  | 0  |
| 22.              | Maroko                 | 5 | 0 | 0 | 5 | 93:149  | 0  |
| 23.              | Japonsko               | 5 | 0 | 0 | 5 | 101:149 | 0  |
| 24.              | Brazílie               | 5 | 0 | 0 | 5 | 96:140  | 0  |